# Сёрти-Ричардс, Шалин
Шалин Сёрти-Ричардс (англ. Shaleen Surtie-Richards, 7 мая 1955, Апингтон, Северо-Капская провинция — 7 июня 2021) — южноафриканская актриса театра, кино и телевидения, наиболее известная по главным ролям в фильме 1988 года «Fiela se Kind» и сериале «Egoli: Place of Gold». Она выступала на африкаанс и английском языках.

## Юные годы и карьера
Сёрти-Ричардс родилась в Апингтоне, Капская провинция, Южно-Африканский Союз, 7 мая 1955 года и училась в школе как там, так и в Кейптауне. Её отец был директором школы, а мать — учительницей. Несмотря на то, что она росла в эпоху апартеида, она заявила, что её происхождение не было непреодолимым барьером. Когда в детстве её не приняли в местную музыкальную школу из-за цвета кожи, отец купил ей пианино и нанял учителя. Она также брала уроки балета и тенниса.
Получив квалификацию воспитателя детского сада, Сёрти-Ричардс преподавала в Апингтоне и Кейптауне с 1974 по 1984 год. В период с 1974 по 1981 год она сыграла множество ролей в нескольких любительских театральных постановках, а также принимала активное участие в постановках Театра образования Южноафриканского департамента образования с 1982 по 1984 год. Свою профессиональную актёрскую карьеру она начала в 1984 году.

## Карьера на телевидении
Сёрти-Ричардс сыграла главную роль в фильме «Эголи: Место золота». Большую часть 18-летнего существования сериала она играла роль Эстер (Ненны) Виллемсе.
Она также появилась в ряде других южноафриканских телевизионных сериалов, включая мыльные оперы «7de Laan», «Villa Rosa» и «Generations». В 2000 году она вела собственное ток-шоу «Шалин» на южноафриканском канале M-Net.
Сёрти-Ричардс также была судьёй в реалити-шоу Supersterre с 2006 по 2010 год. 
В 2013 году она появилась в качестве одного из «прожарщиков» в Comedy Central Roast Стива Хофмейра, первой прожарке, проводимой каналом Comedy Central South Africa, ведущим которого был Тревор Ноа.

## Карьера в кино
Сёрти-Ричардс сыграла главные и второстепенные роли в следующих фильмах:
- Fiela se Kind[англ.] (1988)
- Mama Jack[англ.] (2005)
- Egoli: Afrikaners Is Plesierig (2010)
- Knysna (2014)
- Treurgrond (2015)
- Twee Grade van Moord (2016)
- Vaselinetjie (2017)
- Slay (2021)

## Карьера в театре
Сёрти-Ричардс выступала на сценах Южной Африки и в Лондоне. Она также выступала на крупных театральных и художественных фестивалях в Южной Африке и за рубежом, включая фестиваль Aardklop, фестиваль Klein Karoo, фестиваль Grahamstown, Suidoosterfees и Эдинбургский фестиваль Фриндж.
Она выступала на сцене в произведениях Шекспира, Вилли Рассела, Атола Фугарда и Питера-Дирка Эйса.

## Награды
За свою карьеру Сёрти-Ричардс завоевала более 40 наград. 
Сёрти-Ричардс получила премию Fleur du Cap Theatre Awards за лучшую женскую роль в 1985 году за роль Хестер в спектакле «Привет и прощай» Атола Фугарда. В 2009 году она получила ещё одну премию Fleur du Cap за свою роль в спектакле «Шерли Валентайн» в 2008 году. В 2008 году за свою игру в спектакле «Шерли Валентайн» она также получила премию «Херри» за самую популярную постановку на фестивале искусств Кляйн-Кару.
На церемонии вручения премии Royalty Soapie Awards 2014 года Сёрти-Ричардс получила премию за жизненные достижения за 30-летний вклад в развитие телевидения и роли в таких сериалах, как «Egoli: Place of Gold», «Generations» и «7de Laan». Сёрти-Ричардс также была номинирована на премию 2014 года в категории «Лучшая актриса второго плана» за роль в фильме «Вилла Роза».
Сёрти-Ричардс была удостоена премии «За достижения всей жизни» на церемонии вручения театральных премий Naledi Theatre Awards 2015 года.

## Смерть
Сёрти-Ричардс умерла 7 июня 2021 года в возрасте 66 лет. Она умерла ночью во сне, до этого страдала от множества проблем со здоровьем. Её семья опровергла слухи о том, что её смерть наступила в результате самоубийства.